# Anett Kuhlke
Anett Kuhlke ist eine ehemalige deutsche Handballspielerin.

## Vereinskarriere
Anett Kuhlke spielte beim TSC Berlin in der höchsten Spielklasse der Deutschen Demokratischen Republik, der Oberliga.

## Nationalmannschaft
Sie spielte bei der Weltmeisterschaft 1990 in Südkorea mit der ostdeutschen Nationalmannschaft, die den dritten Platz belegte.